# Poussy-la-Campagne
Poussy-la-Campagne era una comuna francesa situada en el departamento de Calvados, de la región de Normandía, que el 1 de enero de 2017 pasó a ser una comuna delegada de la comuna nueva de Valambray al fusionarse con las comunas de Airan, Billy, Conteville y Fierville-Bray.

## Demografía
| Gráfica de evolución demográfica de Poussy-la-Campagne entre 1800 y 2014 |
|                                                                          |

Los datos demográficos contemplados en este gráfico de la comuna de Poussy-la-Campagne se han cogido de 1800 a 1999 de la página francesa EHESS/Cassini, y los demás datos de la página del INSEE.